# Dommanakatte, Magadi
Dommanakatte là một làng thuộc tehsil Magadi, huyện Ramanagara, bang Karnataka, Ấn Độ.